# 1926年の十勝岳噴火
1926年の十勝岳噴火（1926ねんのとかちだけふんか）は、1926年（大正15年）5月24日に北海道の十勝岳で発生した大噴火である。この噴火によって大正泥流（たいしょうでいりゅう）と呼ばれる大規模な融雪型火山泥流が発生し、144人の死者・行方不明者が出た。
日本の火山災害史上において大規模な泥流を伴った事例として広く知られ、なおかつ寒冷地における積雪期の火山災害の典型例として、火山学関連の専門書などで多数言及されている。

## 概要
1887年の噴火後30数年間静穏であった十勝岳は、1923年に活動を再開。同年6月に溶融硫黄の沼が出現し、1926年までの3年間は鳴動やレキ放出、噴石や降灰、火柱などが発生した。
そして1926年5月24日に2回の水蒸気噴火を起こし、火山泥流による大規模災害をもたらした。
1. 1回目の水蒸気噴火は24日12時11分にグラウンド火口の中央火口丘西側で発生し、小規模な泥流をもたらした。泥流は畠山温泉を襲い[13]、現在の望岳台付近まで流下した。
2. 2回目の水蒸気噴火は24日16時18分に発生し[14]、中央火口丘の西半分が崩壊、これにより生じた岩屑なだれは噴火から約3分で火口から2.4 kmの地点にあった硫黄鉱山の平山鉱業所宿舎を推定速度40m/sで飲み込み[14]、さらに山頂付近の残雪を融かしてさらに大きな火山泥流を発生させた。この火山泥流は美瑛川と富良野川を一気に流下し、20分で約25 km離れた上富良野市街に到達した[15]。

宮本（1989）らの計算によれば、火口壁の崩壊により 2.0 × 106 m3の土砂が生じ、融雪水と混合し流下した土砂は 3.1 × 106 m3。それが 3:7（715:2385） の比率で美瑛川と富良野川に流れ込んだ。流下に伴って流域の土砂を巻き込み、美瑛川白金温泉付近で 4.76 × 106 m3、富良野川 標高700m 付近で 10.26 × 106 m3 まで増加し、美瑛市街と上富良野町（5.1 × 106 m3を堆積）に被害を与えた。
噴火直後の同年5月28日には、東北帝国大学の渡辺万次郎教授が現地踏査を行い、山頂付近の硫黄鉱山事務所にいた会社主任と硫黄鉱の請負頭に当時の状況を聴取している。
この火山災害により、死者・行方不明者144名、建物崩壊372棟、罹災世帯400以上という大被害が生じた。被害の大部分は泥流によるものであり、山林・耕地・道路・橋梁・鉄道などに甚大な被害が出た。富良野線では線路がめくり上げられ路盤が流出、美瑛駅 - 上富良野駅間が不通となった。ただし、並行する国道と比べて鉄道の再開は早く、同年5月28日午後には運転を再開。被災民の救援などで混雑を見せた。
十勝岳では過去3500年間に同様の泥流が少なくとも11回発生していることが知られており、将来的に再び発生する可能性が高いこともわかっている。

## 噴火に関するデータ
- 噴出物量：1.3×104m3[20]
- 崩壊物量：2～4×106m3
- マグマ噴出量：1×103DREm3[12]

## 被害
全体の被害
- 死者・行方不明者 144名
- 負傷者 約200名[3]
- 損壊建物 372棟
- 被害家畜 68頭

地域別の被害
- 富良野川流域
  - 死者・行方不明者 137名
  - 負傷者 19名
  - 罹災戸数 396戸
  - 耕地埋没流失 871町歩余り
- 美瑛川流域
  - 死者・行方不明者 7名
  - 罹災戸数 86戸
  - 耕地埋没流失 316町歩余り

## その後
1926年9月8日にも十勝岳は小噴火を起こし、2名が行方不明となった。その後も火山活動は続き、一連の活動が終息を迎えたのは1928年12月4日の小噴火後であった。中央火口丘が崩壊した跡にはごく低い非対称なスコリア丘が形成され、その火口は「大正火口」と呼ばれるようになった。以降、十勝岳は1952年までは比較的平穏な期間が続いた。

## 噴火を題材とした小説
- 三浦綾子『泥流地帯』[21][22]及び『続・泥流地帯』[23]